# Championnat international de Formule 3000 1996
Navigation
Édition précédente Édition suivante
Le championnat international de F3000 1996 a été remporté par l'Allemand Jörg Müller sur une monoplace de l'écurie RSM Marko.
La saison 1996 est une année charnière dans la jeune histoire de la F3000 internationale, qui devient une formule monotype. Alors que la discipline était depuis 1985 ouverte à la concurrence des constructeurs de châssis (Lola, Reynard, March et Ralt pour citer les plus victorieux) et des motoristes (Cosworth, Judd et Mugen Honda essentiellement), la FIA a signé un accord avec Lola (châssis), Zytek (moteur) et Avon (pneus) pour équiper l'intégralité du plateau.

## Pilotes et monoplaces
| Écurie                    | #  | Pilotes              | Courses   |
| ------------------------- | -- | -------------------- | --------- |
| Super Nova Racing         | 1  | Kenny Bräck          | Tous      |
| Super Nova Racing         | 2  | Marcos Gueiros       | Tous      |
| Madgwick International    | 3  | Pedro Couceiro       | 1-6       |
| Madgwick International    | 4  | Marc Rostan          | 9-10      |
| Nordic Racing             | 5  | Elton Julian         | Tous      |
| Nordic Racing             | 6  | Akira Iida           | Tous      |
| DAMS                      | 7  | Jean-Philippe Belloc | Tous      |
| DAMS                      | 8  | Laurent Redon        | Tous      |
| Apomatox                  | 9  | Christophe Tinseau   | Tous      |
| Apomatox                  | 10 | Cyrille Sauvage      | Tous      |
| RSM Marko                 | 11 | Olivier Tichy        | Tous      |
| RSM Marko                 | 33 | Jörg Müller          | Tous      |
| Durango Equipe            | 14 | Christian Pescatori  | Tous      |
| Durango Equipe            | 15 | Fabrizio Gollin      | Tous      |
| Draco Engineering         | 16 | Ricardo Zonta        | Tous      |
| Draco Engineering         | 17 | Alexandre de Andrade | 1         |
| Draco Engineering         | 17 | Sergio Paese         | 2-4       |
| Draco Engineering         | 17 | Esteban Tuero        | 5-10      |
| Team Astromega            | 18 | Guillaume Gomez      | 1-9       |
| Team Astromega            | 19 | Marc Goossens        | Tous      |
| Auto Sport Racing         | 20 | Thomas Biagi         | 1-4, 6-10 |
| Auto Sport Racing         | 21 | Gastón Mazzacane     | Tous      |
| Bob Salisbury Engineering | 22 | James Taylor         | 5-10      |
| Alpha Plus                | 24 | Carl Rosenblad       | Tous      |
| Alpha Plus                | 25 | Stephen Watson       | Tous      |
| Edenbridge Racing         | 26 | David Dussau         | 1-2       |
| Edenbridge Racing         | 26 | Tom Kristensen       | 4-6, 9-10 |
| Edenbridge Racing         | 26 | Norberto Fontana     | 8         |
| Edenbridge Racing         | 27 | Peter Olsson         | 1-3       |
| Edenbridge Racing         | 27 | Steve Arnold         | 4         |
| Edenbridge Racing         | 27 | Pedro Couceiro       | 8-10      |
| Pacific Racing            | 28 | Patrick Lemarié      | Tous      |
| Pacific Racing            | 29 | Cristiano da Matta   | Tous      |
| Shannon Racing            | 30 | Tom Kristensen       | 1-2       |
| Shannon Racing            | 31 | Luca Rangoni         | 2         |

## Règlement sportif
- L'attribution des points s'effectue selon le barème 9,6,4,3,2,1

## Courses de la saison 1996
| Date         | Lieu              | Vainqueur          | Nationalité | Equipe     |
| 11 mai       | Nurburgring       | Kenny Bräck        | Suède       | Super Nova |
| 27 mai       | Pau               | Jörg Müller        | Allemagne   | RSM Marko  |
| 21 juillet   | Enna-Pergusa      | Marc Goossens      | Belgique    | Astromega  |
| 27 juillet   | Hockenheimring    | Kenny Bräck        | Suède       | Super Nova |
| 18 août      | Silverstone       | Kenny Bräck        | Suède       | Super Nova |
| 24 août      | Spa-Francorchamps | Jörg Müller        | Allemagne   | RSM Marko  |
| 14 septembre | Magny-Cours       | Marc Goossens      | Belgique    | Astromega  |
| 21 septembre | Estoril           | Ricardo Zonta      | Brésil      | Draco      |
| 28 septembre | Mugello           | Ricardo Zonta      | Brésil      | Draco      |
| 12 octobre   | Hockenheimring    | Christophe Tinseau | France      | Apomatox   |

## Résumé de la saison
Pour la saison 1996, le règlement évolue : la formule devient monotype avec un seul châssis (Lola T96/50) et un seul moteur (V8 Zytek-Judd, 3 litres). Cette décision est prise par la Fédération internationale de l'automobile qui juge le championnat trop coûteux. Dans cette optique, toute modification des monoplaces est interdite et les essais privés sont strictement règlementés. La puissance des moteurs est également réduite de 520 à 480 chevaux dans un souci de fiabilité.
La manche d'ouverture se déroule sur le circuit du Nürburgring. Auteur de la pole position, Kenny Bräck prend le meilleur envol devant Jörg Müller. Le Suédois remporte la course en contenant les assauts de Müller.
La deuxième course de la saison se dispute dans les rues de Pau et Jorg Müller s'impose devant Kenny Bräck,.
Lors de la cinquième course de la saison, à Silverstone, Kenny Bräck s'impose pour la troisième fois de la saison tandis que Jorg Müller est contraint à l'abandon au premier tour,,.
Magny-cours accueille la septième manche de la saison et voit la victoire du Belge Marc Goosens (sa deuxième de la saison). Il devance Kenny Bräck et Jorg Müller,.
Lors de la course suivante, à Estoril (Portugal), Jorg Müller réalise la pole position. La victoire revient au Brésilien Ricardo Zonta qui devance Jorg Müller et Kenny Bräck.
Lors de la dernière course de la saison, Kenny Bräck et Jorg Müller s'accrochent. Le pilote allemand abandonne et Bräck, deuxième de l'épreuve, pense avoir remporté le championnat. Mais après son accrochage, Bräck a ignoré le drapeau noir avec cercle orange l'obligeant impérativement à rentrer aux stands le tour suivant pour vérifier un éventuel problème technique. Bräck est déclassé et écope d'une amende de 50 000 dollars et le titre revient à Jorg Müller.
Malgré l'obtention du titre, Jorg Müller est le premier champion de F3000 à ne pas être promu en Formule 1.

## Classement des pilotes
| Classement | Pilote              | Pays       | Equipe             | Nombre de points |
| ---------- | ------------------- | ---------- | ------------------ | ---------------- |
| 1er        | Jörg Müller         | Allemagne  | RSM Marko          | 52               |
| 2e         | Kenny Bräck         | Suède      | Super Nova         | 49               |
| 3e         | Marc Goossens       | Belgique   | Astromega          | 28               |
| 4e         | Ricardo Zonta       | Brésil     | Draco              | 27               |
| 5e         | Marcos Gueiros      | Brésil     | Super Nova         | 20               |
| 6e         | Christophe Tinseau  | France     | Apomatox           | 18               |
| 7e         | Tom Kristensen      | Danemark   | Shannon Edenbridge | 18               |
| 8e         | Laurent Redon       | France     | DAMS               | 7                |
| 9e         | Cristiano da Matta  | Brésil     | Pacific            | 7                |
| 10e        | Oliver Tichy        | Autriche   | RSM Marko          | 5                |
| 11e        | Christian Pescatori | Italie     | Durango            | 5                |
| 12e        | Thomas Biagi        | Italie     | Auto Sport         | 4                |
| 13e        | Pedro Couceiro      | Portugal   | Madgwick           | 2                |
| 13e        | Patrick Lemarié     | France     | Pacific            | 2                |
| 13e        | Fabrizio Gollin     | Italie     | Durango            | 2                |
| 13e        | Elton Julian        | États-Unis | Nordic             | 2                |
| 17e        | Luca Rangoni        | Italie     | Shannon            | 1                |
| 17e        | Cyrille Sauvage     | France     | Apomatox           | 1                |